# Two Tenor Winner
| Recensione | Giudizio |
| ---------- | -------- |
| AllMusic   | [ 1 ]    |

Two Tenor Winner è un album discografico a nome della Clifford Jordan Quintet Featuring Junior Cook, pubblicato dall'etichetta discografica olandese Criss Cross Jazz Records nel 1985.

## Tracce
Lato A
1. Half and Half – 9:46 (Charles Davis)
2. Song of Her – 5:05 (Cecil McBee)
3. Groovin' High – 9:56 (Dizzy Gillespie)

Lato B
1. The Water Bearer – 8:05 (Kirk Lightsey)
2. Make the Man Love Me – 6:10 (Dorothy Fields, Arthur Schwartz)
3. Two Tenor Winner – 7:21 (Charles Mims)
4. Doug's Prelude – 2:43 (Clifford Jordan)

## Musicisti
- Clifford Jordan - sassofono tenore (eccetto nel brano: Make the Man Love Me)
- Junior Cook - sassofono tenore (eccetto nel brano: Song of Her)
- Kirk Lightsey - pianoforte
- Cecil McBee - contrabbasso (eccetto nel brano: Doug's Prelude)
- Eddie Gladden - batteria (eccetto nel brano: Doug's Prelude)

Note aggiuntive
- Gerry Teekens - produttore
- Registrato il 1º ottobre 1984 allo Studio 44 di Monster, Paesi Bassi
- Max Bolleman - ingegnere delle registrazioni
- Frans Schellekens - fotografie
- Leendert Stofbergen - design copertina album[2]